# Вайт (округ, Іллінойс)
Шаблон:StateAbbr_ 38°05′ пн. ш. 88°11′ зх. д. / 38.09° пн. ш. 88.18° зх. д.
Округ  Вайт (англ. White County) — округ (графство) у штаті  Іллінойс, США. Ідентифікатор округу 17193.

## Історія
Округ утворений 1815 року.

## Демографія
За даними перепису 
2000 року 
загальне населення округу становило 15371 осіб, зокрема міського населення було 5637, а сільського — 9734.
Серед мешканців округу чоловіків було 7326, а жінок — 8045. В окрузі було 6534 домогосподарства, 4376 родин, які мешкали в 7393 будинках.
Середній розмір родини становив 2,82.
Віковий розподіл населення поданий у таблиці:
| Стать    | До 15 років | 15-21 | 22-29 | 30-39 | 40-49 | 50-65 | 65-85 | Понад 85 |
| -------- | ----------- | ----- | ----- | ----- | ----- | ----- | ----- | -------- |
| Чоловіки | 1313        | 652   | 627   | 982   | 1155  | 1314  | 1128  | 155      |
| Жінки    | 1331        | 712   | 588   | 983   | 1136  | 1373  | 1524  | 398      |

## Суміжні округи
- Едвардс — північ
- Ґібсон, Індіана (північний схід, now separated by Bonpas Creek[en] instead of the Wabash River)
- Поузі, Індіана — схід
- Ґаллатін — південь
- Салін — південний захід
- Гамільтон — захід
- Вейн — північний захід

## Виноски
1. ↑  U.S. Decennial Census. United States Census Bureau. Архів оригіналу за 19 липня 2018. Процитовано 9 липня 2014.
2. ↑  Historical Census Browser. University of Virginia Library. Архів оригіналу за 11 серпня 2012. Процитовано 9 липня 2014.
3. ↑  Population of Counties by Decennial Census: 1900 to 1990. United States Census Bureau. Архів оригіналу за 24 квітня 2014. Процитовано 9 липня 2014.
4. ↑  Census 2000 PHC-T-4. Ranking Tables for Counties: 1990 and 2000 (PDF). United States Census Bureau. Архів оригіналу (PDF) за 18 грудня 2014. Процитовано 9 липня 2014.
5. ↑  State & County QuickFacts. United States Census Bureau. Архів оригіналу за 22 липня 2011. Процитовано 9 липня 2014.(англ.) Наведено за англійською вікіпедією.
6. ↑  American FactFinder. Бюро перепису населення США. Архів оригіналу за 26 лютого 2012. Процитовано 31 січня 2008.

| США | Це незавершена стаття з географії США. Ви можете допомогти проєкту, виправивши або дописавши її. |